# Cantó de Manòsca Nord
El cantó de Manòsca Nord és un cantó francès del departament dels Alps de l'Alta Provença, situat al districte de Forcauquier. Té 2 municipis i part del de Manòsca.

## Municipis
- Manòsca
- Sant Martin deis Aigas
- Vòus

## Història
| Data d'elecció                           | Identitat       | Partit  | Qualitat |
| ---------------------------------------- | --------------- | ------- | -------- |
| 1964-1970                                | Aubert Millot   | radical |          |
| 1970-1973                                | Pierre Girardot | PCF     |          |
| 1973-1998                                | Robert Honde    | MRG     |          |
| 1998-                                    | Roland Aubert   | PS      |          |
| les dades anteriors no són pas conegudes |                 |         |          |
|                                          |                 |         |          |

| 1962 | 1968 | 1975 | 1982 | 1990   | 1999   | 2006   |
| ---- | ---- | ---- | ---- | ------ | ------ | ------ |
| -    | -    | -    | -    | 10.828 | 11.388 | 12.240 |